# Ian Ferguson
Ian Ferguson (n. 20 iulie 1952, Taumarunui⁠(d), Manawatū-Whanganui Region⁠(d), Noua Zeelandă) este un caiacist ce a reprezentat Noua Zeelandă, medaliat olimpic. A participat la 5 ediții ale Jocurilor Olimpice (1976, 1980, 1984, 1988, 1992) în care a câștigat două medalii de aur.